# (24825) 1995 QB2
1995 كيو بي 2 (ويعرف أيضًا باسم (24825) 1995 كيو بي 2 وفق تسمية الكوكب الصغير) (بالإنجليزية: 1995 QB2)‏ هو كويكب ضمن حزام الكويكبات؛ وترتيبه 24825 من حيث الاكتشاف.
اكتُشف هذا الجُرم الفلكي بواسطة Kin Endate ‏ في 21 أغسطس 1995.

## وصلات خارجية
- (24825) 1995 QB2 في قاعدة بيانات مختبر الدفع النفاث لأجرام النظام الشمسي الصغيرة

- الاكتشاف · مخطط المدار ·  العناصر المدارية · المعلمات المادية

- (24825) 1995 QB2 على موقع ويكي سكاي: DSS2, SDSS, GALEX, IRAS, Hydrogen α, X-Ray, Astrophoto, Sky Map, Articles and images